# Desmond Dickinson
Desmond Dickinson (* 25. Mai 1902 als Desmond Evelyn Otho Cockburn Dickinson in Kingston, Grafschaft Surrey, (heute: London), England; † 1. März 1986 in der Grafschaft Surrey) war ein britischer Kameramann und Regisseur, der seinen Karrierehöhepunkt mit einigen extravaganten Literaturverfilmungen kurz nach Ende des Zweiten Weltkriegs erreichte.

## Leben und Wirken
'Des’ Dickinson, wie er in der Branche kurz genannt wurde, kam 1919 als Laborassistent zum Film. Anschließend ging er zur Produktionsgesellschaft Gainsborough Pictures, wo er als Kameraassistent begann. 1927 rückte Dickinson zum Chefkameramann auf.
Des Dickinsons frühe Arbeiten waren wenig bemerkenswerte Massenware, billige Unterhaltungsfilme ohne künstlerische Herausforderungen. In der Frühphase des Zweiten Weltkriegs inszenierte Dickinson einige wenige Minuten kurze Filme mit Spielhandlung und war in der Folgezeit an der Herstellung von dokumentarischen Lehrfilmen für das Informationsministerium beteiligt, bevor er kurz nach Kriegsende, 1946, zum Kinospielfilm zurückkehrte.
Dort gelang ihm mit den Spitzenproduktionen „Zwei Welten“ und „Der kupferne Berg“ ein beeindruckender Neubeginn, der bereits 1947 in Laurence Oliviers legendärer Hamlet-Verfilmung kulminierte. Nach dieser Leistung wurde Desmond Dickinson 1950/51 zu drei weiteren, sorgfältig und inspirativ umgesetzten Literaturverfilmungen („Konflikt des Herzens“, „Dacapo“, „Ernst sein ist alles“) geholt.
Dickinsons Werk der folgenden Jahre beschränkte sich auf eher konventionelle Unterhaltungsproduktionen: Komödien, Kriminal- und Kriegsfilme. 1963/64 stand er auch bei drei populären Agatha-Christie-Verfilmungen hinter der Kamera. Seine Karriere klang Ende der 60er, Anfang der 70er Jahre mit einer Reihe von eher enttäuschenden, nur mäßig spannenden Gruselkrimis und Horrorstreifen aus. Von 1974 bis 1977 war er Präsident der British Society of Cinematographers.

## Filmografie als Kameramann (Auswahl)
- 1927: A Woman Redeemed
- 1927: Carry On !
- 1927: The Guns of Loos
- 1928: Q-Ships
- 1928: The Price of Divorce
- 1930: Such is the Law
- 1930: Other People’s Sins
- 1931: The Great Gay Road
- 1931: Jealousy
- 1932: Here’s George
- 1932: Daughters of Today
- 1933: Commissionaire
- 1933: Dick Turpin
- 1934: Danny Boy
- 1934: Song at Eventide
- 1934: Variety
- 1935: The Small Man
- 1935: The City of Beautiful Nonsense
- 1936: King of Hearts
- 1936: Holiday’s End
- 1937: Song of the Forge
- 1938: Chips
- 1938: Scruffy
- 1938: Calling All Crooks
- 1939: The Arsenal Stadium Mystery
- 1940: The Door With Seven Locks
- 1940: Her Father’s Daughter (Kurzfilm, Regie)
- 1941: Eating Out With Tommy (Kurzfilm, Regie)
- 1942: C.E.M.A. (Kurzdokumentarfilm, Co-Regie, Co-Drehbuch)
- 1942: Via Imperial (Dokumentarfilm, Regie)
- 1942: Thursday’s Child
- 1946: Zwei  Welten (Men of Two Worlds)
- 1946: Der kupferne Berg (Hungry Hill)
- 1947: Fame is the Spur
- 1947: Hamlet
- 1948: The History of Mr. Polly
- 1949: Die Rivalin (Madness of the Heart)
- 1949: The Rocking Horse Winner
- 1949: Die Nacht begann am Morgen (Morning Departure)
- 1950: The Woman in Question
- 1951: Konflikt des Herzens (The Browning Version)
- 1951: Dakapo (Encore)
- 1952: Ernst sein ist alles (The Importance of Being Earnest)
- 1952: Meet Me Tonight
- 1952: The Net
- 1953: Gefährlicher Urlaub (The Man Between)
- 1953: Eterna femmina
- 1953: Meet Mr. Lucifer
- 1954: Major Carrington (Carrington V.C.)
- 1955: So liebt man in Paris (Gentlemen Marry Brunettes)
- 1955: Das schwarze Zelt (The Black Tent)
- 1956: The Last Man to Hang?
- 1957: Spiel mit dem Feuer (Fire Down Below)
- 1957: Operation Tiger (Action of the Tiger)
- 1957: Nächte auf Tahiti (Le passager clandestin)
- 1957: Der lautlose Krieg (Orders to Kill)
- 1958: Duell mit dem Tod (Intent to Kill)
- 1959: Foxhole in Cairo
- 1959: Stadt der Toten (The City of the Dead)
- 1959: Das schwarze Museum (Horrors of the Black Museum)
- 1960: Die unheimlichen Hände des Dr. Orlak (The Hands of Orlac)
- 1960: Konga
- 1961: Das Geheimnis der gelben Narzissen
- 1961: Die Peitsche (The Frightened City)
- 1962: Kairo – Null Uhr (Cairo)
- 1962: Sparrows Can’t Sing
- 1963: Vier Frauen und ein Mord (Murder Most Foul)
- 1964: Die Morde des Herrn ABC (The Alphabet Murders)
- 1964: Mörder ahoi! (Murder Ahoy)
- 1965: Sherlock Holmes’ größter Fall (A Study in Terror)
- 1967: Zirkus des Todes (Berserk!)
- 1967: Decline and Fall…of a Birdwatcher
- 1968: Sturm auf die eiserne Küste (Attack on the Iron Coast)
- 1968: Baby Love
- 1968: Gauner, Kronen und Juwelen (Crooks and Coronets)
- 1969: Das Ungeheuer (Trog)
- 1969: Der Keller (The Beast in the Cellar)
- 1970: Doctors Wear Scarlet
- 1970: The Fiend
- 1971: Burke and Hare
- 1971: Nobody Ordered Love
- 1971: Wer hat Tante Ruth angezündet ? (Whoever Slew Auntie Roo?)
- 1972: Der Turm der lebenden Leichen (Tower of Evil)
- 1975: The Man From Nowhere
- 1978: Circles (nicht aufgeführt)